# Elf Punkte
Elf Punkte (hebräisch אַחַד עָשָׂר נְקֻדָּות הִתְיַשְּׁבוּת בַּנֶּגֶב Achad ʿAssar Nəquddōt Hitjašš[ə]vūt ba-Negev, deutsch ‚Elf Punkte der Niederlassung im Negev‘) ist der Name einer 1946 durchgeführten Operation der Jewish Agency (Sochnut), in der seinerzeit kaum besiedelten Wüste Negev für Juden neue Orte zu gründen, neben damals hauptsächlich noch nomadisch dort lebenden Beduinen. 
Der größte Teil der jüdischen Ortschaften befand sich damals in Mitte und Norden des heutigen Staates Israel. Die Operation Elf Punkte folgte dem 1946 vorgeschlagenen Morisson-Grady-Plan, wonach 17 % des Territoriums dem zu schaffenden jüdischen Staat zugeteilt werden sollten, 40 % (einschließlich des nördlichen Negevs) dem arabischen Staat und die verbleibenden 43 % (einschließlich Jerusalem und des Südens des Negev) unter Verwaltung Großbritanniens verbleiben sollte. Der Plan, wie so viele, erlangte nie Wirksamkeit.
Levi Eschkol, seinerzeit Leiter der Ansiedlungsabteilung der Sochnut, berief am 2. August 1946 seine Abteilung zusammen. Bei diesem Treffen wurde beschlossen, innerhalb eines Monats elf „Punkte“ in Teilen des Landes zu errichten, die laut Morisson-Grady-Plan nicht dem zu gründenden Staat für Juden zugedacht waren. Eine Palmach-Division unter Kommando von Dani Mes eruierte von Nir ʿAm aus geeignete Standorte im Distrikt Gaza, einem der Distrikte im Mandatsgebiet, für neue Ortschaften mit Zugang zu ausreichend natürlichem Wasser und legte dazu eine Karte an, worin sie auch die Wege und Pfade zu diesen Standorten verzeichnete. 
Am Ende des Jom Kippur (5./6. Oktober) 1946 wurden elf Kibbuzim gegründet: Beʾeri (בְּאֵרִי), Chazerim (חֲצֵרִים), Gal On (גַּלְ אוֹן), Kfar Darom (כְּפַר דָּרוֹם), Mischmar haNegev (מִשְׁמַר הַנֶּגֶב), Nevatim (נְבָטִים), Nirim (נִירִים), Qedma (קֶדְמָה Qedmah), Schoval (שׁוֹבָל), Tquma (תְּקוּמָה Tqūmah) und Urim (אוּרִים). Bei Gründung Gal Ons beschwerten sich Bewohner eines arabischen Nachbarorts, worauf der Polizeichef von Bayt Dschubrin und ein Kollege sich vor Ort ein Bild der Lage machten. Der arabische Muchtar und der hinzugezogene Michael Hanegbi (1911–2001), 1939 bis 1949 in Folge gewählter Kibbuzsekretär (d. h. Leiter des Kibbuzes) von Negba, führte eine Einigung zwischen den neuen Nachbarn und dem Muchtar herbei. William Ryder McGeagh, 1943 bis 1946 District Commissioner des Distrikts Gaza, stand der Schaffung einer jüdischen Heimstätte im Lande, einem vom Völkerbund beschlossener Zweck des Mandats, zustimmend gegenüber, weshalb es seitens der Distriktsverwaltung nicht zu Behinderungen kam.
Die neuen Ortschaften wurden zu Stützpunkten Israels im Krieg um Israels Unabhängigkeit und halfen, die eingefallenen Streitkräfte Ägyptens ab 15. Mai 1949 zurückzuschlagen. Heute bestehen noch zehn der elf Siedlungen; Kfar Darom, welches im Krieg an den dabei ägyptisch eroberten Gazastreifen fiel, wurde 1948 evakuiert, 1970 wiedererrichtet und im August 2005 im Rahmen des Rückzugs Israels aus dem Gazastreifen erneut aufgegeben. Die Operation Elf Punkte zählt zu den wichtigsten Aktionen der jüdischen Besiedlung Palästinas.